# Bunuri mobile din domeniul arheologie clasate în patrimoniul cultural național al României aflate în județul Bacău
Acestă listă conține bunurile mobile din domeniul arheologie clasate în Patrimoniul cultural național al României aflate la momentul clasării în județul Bacău.

## Tezaur
| Foto | Informații generale                | Detalii tehnice | Descriere | Deținător                                  | Legături |
| ---- | ---------------------------------- | --- | --- | ------------------------------------------ | -------- |
|      | Vas                                | Datare: cca. 4500 - 4350 Cal. BC Descoperit: jud. BACĂU, com. GURA VĂII, GURA VĂII, "Siliște" Material: lut cu degresanți, modelare cu mâna, ardere reducătoare                               | Vas de provizii având gura largă, buza dreaptă cu marginea rotunjită, gât scund, corp bitronconic, baza plată. Departajarea dintre gât și corp este făcută de un prag circular. Este prevăzut cu patru tortițe perforate orizontal și patru apucături ovoidale dispuse simetric. Pe corp este decorat cu barbotină organizată. | Muzeul Municipal de Istorie, Onești        | Cimec    |
|      | Topor                              | Descoperit: jud. Bacău, com. BOGDĂNEȘTI, BOGDĂNEȘTI, Tudoscanu Material: rocă locală; cioplire; finisare                                                                                      | Romboidal, profil curb, secțiune dreptunghiulară, decorat pe corp, cu incizii oblice. | Muzeul Municipal de Istorie, Onești        | Cimec    |
|      | Amforă de ofrandă                  | Descoperit: jud. Bacău, com. BOGDĂNEȘTI, BOGDĂNEȘTI, Tudoscanu Material: pastă semigrosieră; modelată cu mâna                                                                                 | Corp bitronconic, gura în formă de pâlnie, buza răsfrântă la exterior, baza îngustată; la partea inferioară este prevăzută cu două toarte tubulare, perforate orizontal, dispuse simetric. Decorul constă din benzi orizontale în relief. | Muzeul Municipal de Istorie, Onești        | Cimec    |
|      | Cataramă                           | Datare: sec. I î. Hr. -I d. Hr. Descoperit: jud. Bacău, com. Horgești, RĂCĂTĂU DE JOS, Movila lui Cerbu Material: Aur și fier/batere                                                          | Cataramă din fier placată cu aur descoperită în Tumulul nr. V al Tamasidavei. Este realizată prin batere manuală. Prezintă 2 urechiușe laterale. | Complexul Muzeal „Iulian Antonescu”, Bacău | Cimec    |
|      | Foiță de aur                       | Datare: sec. I î. Hr. -I d. Hr. Descoperit: jud. Bacău, com. Horgești, RĂCĂTĂU DE JOS, Movila lui Cerbu Dimensiuni: D bucla 0,3 cm Material: Aur/batere                                       | Foiță de aur descoperită în Tumulul nr. V al Tamasidavei. Este realizată prin batere manuală; a fost bătută pe un alt obiect care nu s-a păstrat. | Complexul Muzeal „Iulian Antonescu”, Bacău | Cimec    |
|      | Sârmuliță spiralată                | Datare: sec. I î. Hr. -I d. Hr. Descoperit: jud. Bacău, com. Horgești, RĂCĂTĂU DE JOS, Movila lui Cerbu Material: Aur/batere                                                                  | Sârmuliță spiralată din aur descoperită în Tumulul nr. V al Tamasidavei. Este realizată prin batere manuală; răsucită în formă de spirală. | Complexul Muzeal „Iulian Antonescu”, Bacău | Cimec    |
|      | Buton                              | Datare: sec. I î. Hr. -I d. Hr. Descoperit: jud. Bacău, com. Horgești, RĂCĂTĂU DE JOS, Movila lui Cerbu Material: Aur/batere                                                                  | Butonaș din aur descoperit în Tumulul nr. V al Tamasidavei. Este realizat prin batere manuală; de formă circulară, bombată, aplicată pe o altă piesă nedescoperită. | Complexul Muzeal „Iulian Antonescu”, Bacău | Cimec    |
|      | Sârmuliță de aur                   | Datare: sec. I î. Hr. -I d. Hr. Descoperit: jud. Bacău, com. Horgești, RĂCĂTĂU DE JOS, Movila lui Cerbu Material: Aur/turnare                                                                 | Sârmuliță din aur descoperită în Tumulul nr. V al Tamasidavei. Este realizată prin turnare; răsucită la capetele exterioare rezultând o piesă cu o buclă la unul din capete. | Complexul Muzeal „Iulian Antonescu”, Bacău | Cimec    |
|      | Vas piriform                       | Descoperit: jud. Bacău, com. Mărgineni, Mărgineni, Cetățuia Material: lut; ardere | Vas modelat din pastă fină, lucrat la mână, de formă aproximativ bitronconică. Prezintă 2 tortițe perforate vertical. Este decorat prin pictură, tricromă, cu motive spiralice și geometrice. Pictura este realizată cu alb și negru, pe fondul roșu al vasului. | Complexul Muzeal „Iulian Antonescu”, Bacău | Cimec    |
|      | Amforă                             | Datare: 3700 - 3500 B.C. Descoperit: jud. Bacău, com. Târgu Trotuș, Viișoara, Mastacăn Material: Pastă semifină de culoare alb - verzulie, modelată cu mâna; ardere reducătoare; pictură      | Corp bitronconic, buza evazată, baza plată. În regiunea diametrului maxim este prevăzută cu două toarte perforate vertical. Decorul, pictat cu șocolatiu pe fond alb, este alcătuit din trei zone tectonice, delimitate de benzi late, mărginite de chenare, ornamentate fiind reprezentate de: segmente, ghirlanda, elipse ogivale și motive cordiforme. | Muzeul Municipal de Istorie, Onești        | Cimec    |
|      | Vas bitronconic                    | Datare: 4500 - 4200 B.C. Descoperit: jud. Bacău, com. Gura Văii, Sat Pătrășcani, Șiliște Material: Pastă semifină de culoare cărămizie, modelată cu mâna; ardere reducătoare; pictură bicromă | Are baza evazată, corp bitronconic și baza dreaptă. Deasupra diametrului maxim, prezintă două tortițe perforate orizontal. Decorul, pictat cu negru-brun pe fond brun deschis, este alcătuit din două registre tectonice, delimitate de linii circulare groase, ornamentarea fiind realizată cu ajutorul elipselor lenticulare, cu tangente liniare. Registrul inferior și baza vasului sunt lipsite de decor. | Muzeul Municipal de Istorie, Onești        | Cimec    |
|      | Crater cu protomă                  | Descoperit: jud. Bacău, com. Mărgineni, Mărgineni, Cetățuie Material: lut; ardere | Protomă zoomorfă realizată din pastă fină, de culoare cărămizie, din lut ars. Este în formă de cap de rață, realizată în mod realist, având urme de pictură cu negru. | Complexul Muzeal „Iulian Antonescu”, Bacău | Cimec    |
|      | Pahar                              | Descoperit: jud. Bacău, com. Mărgineni, Mărgineni, Cetățuie Material: lut; ardere | Pahar cu picior modelat din pastă fină, pictat tricrom cu spirale continue. Pictura este realizată cu alb pe fond roșu. Benzile albe sunt încadrate cu negru. | Complexul Muzeal „Iulian Antonescu”, Bacău | Cimec    |
|      | Vas piriform                       | Descoperit: jud. Bacău, com. Mărgineni, Mărgineni, Cetățuie Material: lut; ardere | Vas piriform cu prag, confecționat din pastă fină. Decorul este tricrom realizat din două zone tectonice, pe gât și pe pântece. Pe gât decorul este realizat cu motive geometrice, iar pe pântec cu motive spiralice. Decorul este realizat pe fond roșu, fiind pictate apoi linii albe, bordate cu negru. | Complexul Muzeal „Iulian Antonescu”, Bacău | Cimec    |
|      | Vas-suport                         | Descoperit: jud. Bacău, com. Mărgineni, Mărgineni, Cetățuie Material: lut; ardere | Vas suport realizat din pastă fină. Este pictat tricrom pe toată suprafața, cu motive geometrice. Decorul este realizat pe fond roșu, motivele fiind realizate cu alb, bordate cu negru. Buza este despărțită de decorul de pe pântec de două benzi albe, bordate cu negru. Prezintă două perforații în partea superioară a pântecului. | Complexul Muzeal „Iulian Antonescu”, Bacău | Cimec    |
|      | Topor-ciocan                       | Descoperit: jud. Bacău, com. Mărgineni, Mărgineni, Cetățuie Material: cupru; turnare | Topor-ciocan de tip Vidra din cupru, realizat prin turnare. Prezintă o patină nobilă de culoare verde închis. Este turnat în tipar monovalv. | Complexul Muzeal „Iulian Antonescu”, Bacău | Cimec    |
|      | Amforă                             | Descoperit: jud. Bacău, com. Mărgineni, Mărgineni, Cetățuie Material: lut; ardere | Amforă realizată din pastă fină, de bună calitate. Este pictat pe fondul brun cu negru, fiind realizat un decor spiralic. Decorul este realizat în stil Sigma. | Complexul Muzeal „Iulian Antonescu”, Bacău | Cimec    |
|      | Topor votiv                        | Descoperit: jud. Bacău, com. Mărgineni, Mărgineni, Cetățuie Material: lut; ardere | Topor votiv confecționat din lut ars, din pastă grosieră, de culoare gălbuie. | Complexul Muzeal „Iulian Antonescu”, Bacău | Cimec    |
|      | Amforă bitronconică                | Descoperit: jud. Bacău, com. Mărgineni, Mărgineni, Cetățuie Material: lut; ardere | Amforă bitronconică modelată din pastă fină, de culoare cărămizie. Prezintă două torți simetrice, perforate orizontal. Este decorată prin pictare, pe fondul cărămiziu fiind trasate cu negru linii ce formează motive geometrice. Sub buză și sub pântec sunt trasate linii orizontale. | Complexul Muzeal „Iulian Antonescu”, Bacău | Cimec    |
|      | Vas de cult                        | Descoperit: jud. Bacău, com. Mărgineni, Mărgineni, Cetățuie Material: lut; ardere | Vas modelat din pastă poroasă, de culoare cărămizie. Prezintă o proeminență interioară verticală, în formă de con. Este lucrat la mână, iar pereții prezintă mai multe perforații. | Complexul Muzeal „Iulian Antonescu”, Bacău | Cimec    |
|      | Crater                             | Descoperit: jud. Bacău, com. Mărgineni, Mărgineni, Cetățuie Material: lut; ardere | Crater modelat din pastă fină, cu două torți perforate orizontal, străbătute cu o incizie circulară. Buza este foarte ușor evazată. Decorul este realizat prin pictură tricromă cu motive spiralice și geometrice, realizat în două registre: unul pe buză și celălalt pe pântec. Pictura este realizată cu alb bordat cu negru, pe fondul roșu al vasului. În interior, pe calota superioară s-au realizat spirale în formă de S agățate, volute spiralice și triunghiuri simetrice. Prezintă ardere secundară. | Complexul Muzeal „Iulian Antonescu”, Bacău | Cimec    |
|      | Reprezentare antropomorfă feminină | Descoperit: jud. Bacău, com. Mărgineni, Mărgineni, Cetățuie Material: lut; ardere | Piesă în stare fragmentară, modelată din pastă grosieră, arsă oxidant. Redă un cap de femeie, modelat în tradiție vinciană. Are calota concavă, fața relativ triunghiulară, cu nasul redat printr-o carenă, sprâncenele și ochii prin adâncituri, gura printr-o scobitură și bărbia proeminantă, relativ conică, iar gâtul scurt și gros. Partea inferioară este ruptă. | Complexul Muzeal „Iulian Antonescu”, Bacău | Cimec    |
|      | Strachină                          | Descoperit: jud. Bacău, com. Mărgineni, Mărgineni, Cetățuie Material: lut; ardere | Strachină modelată din pastă de culoare cărămizie, cu gura larg deschisă, cu 4 protuberanțe sub buză. | Complexul Muzeal „Iulian Antonescu”, Bacău | Cimec    |
|      | Vas bitronconic                    | Descoperit: jud. Bacău, com. Mărgineni, Mărgineni, Cetățuie Material: lut; ardere | Vas bitronconic cu prag, lucrat din pastă fină. Este pictat tricrom, cu alb pe fondul roșu, negru bordând benzile albe. Decorul este realizat cu cercuri, semicercuri. | Complexul Muzeal „Iulian Antonescu”, Bacău | Cimec    |
|      | Vas de tip Vidra                   | Descoperit: jud. Bacău, com. Mărgineni, Mărgineni, Cetățuie Material: os; modelare | Vas realizat din os, în stare fragmentară. | Complexul Muzeal „Iulian Antonescu”, Bacău | Cimec    |
|      | Fragment ceramic                   | Descoperit: jud. Bacău, com. Poduri, Poduri, Dealul Ghindaru Material: lut; ardere | Fragment ceramic modelat din pastă fină. Are reprezentată o figurină antropomorfă, feminină. Are brațele întinse orizontal și e reprezentată cu partea dorsală. | Complexul Muzeal „Iulian Antonescu”, Bacău | Cimec    |
|      | Vas bitronconic                    | Descoperit: jud. Bacău, com. Pâncești, Fulgeriș, Dealul Fulgeriș/ La 3 cireși Material: lut; modelare cu mâna; ardere                                                                         | Vas modelat din pastă fină. Pictat tricrom, prin scufundarea vasului în culoare roșie, motivul spiralic fiind pictat cu culoare albă, bordat cu negru. | Complexul Muzeal „Iulian Antonescu”, Bacău | Cimec    |
|      | Statuetă antropomorfă              | Descoperit: jud. Bacău, com. Vultureni, Lichitiseni Material: lut; modelare cu mâna; ardere                                                                                                   | Statuetă aplatizată, modelată în picioare, din pastă fină de culoare brun-gălbuie. Picioarele sunt unite, separate de la fese până în dreptul genunchilor printr-o linie incizată, care se termină la partea superioară într-un cerc reprezentând sexul. Sânii sunt reprezentați sub forma a două adâncituri. Brațele sunt reprezentate prin două proeminențe laterale perforate. Capul este reprezentat printr-o simplă coloană tronconică, în care au fost făcute două adâncituri, reprezentând probabil ochii. | Complexul Muzeal „Iulian Antonescu”, Bacău | Cimec    |
|      | Statuetă antropomorfă              | Descoperit: jud. Bacău, com. Vultureni, Țigănești, Cetățuia Material: lut; modelare cu mâna; ardere                                                                                           | Statuetă modelată din pastă fină, de culoare cărămizie. Este decorată cu incizii fine; prezintă două pastiluțe de lut aplicate ce reprezintă sânii, o pastiluță ce reprezintă buricul și două aplicate în partea inferioară a picioarelor. | Complexul Muzeal „Iulian Antonescu”, Bacău | Cimec    |
|      | Topor                              | Descoperit: jud. Bacău, com. Filipești, Slobozia-Adjud Dimensiuni: Dperforație: 33 mm Material: aramă; turnare                                                                                | Topor din aramă cu tăișurile ascuțite. Perforația e de formă tubulară. Tăișurile prezintă urme datorate întrebuințării. | Complexul Muzeal „Iulian Antonescu”, Bacău | Cimec    |
|      | Polonic                            | Descoperit: jud. Bacău, com. Găiceana, Găiceana Dimensiuni: Dcăuș: 88 mm; Hcăuș: 51 mm Material: lut; modelare cu mâna; ardere                                                                | Polonic modelat din lut ars, din pastă fină, de culoare cărămiziu închis, nepictat. Spre treimea inferioară coada are un orificiu pentru atârnare. | Complexul Muzeal „Iulian Antonescu”, Bacău | Cimec    |
|      | Vas-crater                         | Descoperit: jud. Bacău, com. Filipești, Cârligi, Budăile Blanarului/ Munteni Catargi Material: lut; modelare cu mâna; ardere                                                                  | Vas în formă de crater, cu marginea aproape verticală, de tip Cucuteni C. Confecționat din pastă grosieră cu amestec de scoică și șamotă, de culoare gălbui-roșietică, cu ardere incompletă, fundul fiind negricios. Este decorat sub buză cu striații verticale realizate cu pieptănul și pe pântec cu un decor în zig-zag format din benzi compuse din cinci șiruri de impresiuni cu șnur. La trecerea dintre gât și umăr prezintă trei proeminențe (posibil să mai fie una, dar lipsește un fragment din vas), dintre care două simple, cu perforație orizontală și una în formă de bucraniu, cu coarne scurte, bot proeminent și împunsături care indică ochii. | Complexul Muzeal „Iulian Antonescu”, Bacău | Cimec    |
|      | Statuetă antropomorfă              | Descoperit: jud. Neamț, com. Petricani, Târpești, Râpa lui Bodai Material: lut; modelare cu mâna; ardere                                                                                      | Statuetă feminină, modelată din pastă fină, de culoare cărămizie. Este realizată în poziție șezândă și decorată cu incizii adânci. | Complexul Muzeal „Iulian Antonescu”, Bacău | Cimec    |
|      | Împungător                         | Descoperit: jud. Bacău, com. Oncești, Oncești, La Țintirim Material: os; șlefuire | Împungător din os, realizat prin șlefuire. | Complexul Muzeal „Iulian Antonescu”, Bacău | Cimec    |
|      | Disc ornamental                    | Descoperit: jud. Bacău, com. Vultureni, Țigănești Material: lut; modelare cu mâna; ardere | Disc cu mâner, modelat din pastă poroasă, de culoare cărămizie. Mânerul prezintă, prin ciupirea lutului, o reprezentare cu față umană. | Complexul Muzeal „Iulian Antonescu”, Bacău | Cimec    |
|      | Vas de cult                        | Descoperit: jud. Bacău, com. Parincea, Parincea, Gâtul Grecului Material: lut; modelare cu mâna; ardere                                                                                       | Vas de cult dublu, modelat din pastă fină, de culoare cărămizie, lucrat cu mâna. Este compus din două văscioare mici unite. Fiecare prezintă câte o perforație laterală, sub care este incizat un decor romboidal. | Complexul Muzeal „Iulian Antonescu”, Bacău | Cimec    |
|      | Polonic - coadă                    | Descoperit: jud. Bacău, com. Parincea, Parincea, Gâtul Grecului Material: lut; modelare cu mâna; ardere                                                                                       | Coadă de polonic, modelat din pastă fină, cu amestec de cioburi pisate mărunt, ardere oxidantă, pictură corodată. Capul a fost sumar modelat la capătul unui gât scurt, masiv. Fața este dominată de o proeminență cu aspect de cioc. Trunchiul este destul de scurt, cu două mici proeminențe în locul umerilor. Pe piept sunt reprezentați sânii prin două pastile inegale. Sexul este marcat plastic, iar fesele sunt proeminente și picioarele unite. Reprezintă un personaj androgin. | Complexul Muzeal „Iulian Antonescu”, Bacău | Cimec    |
|      | Capac                              | Descoperit: jud. Bacău, com. Târgu Ocna, Podei Material: lut; modelare cu mâna; ardere; pictat                                                                                                | Capac modelat din pastă fină, lucrat la mână. Este scufundat în culoare roșie, după care s-a pictat decorul cu benzi late albe, bordate cu negru. Prezintă doi butoni, din care unul păstrat din vechime. | Complexul Muzeal „Iulian Antonescu”, Bacău | Cimec    |
|      | Vas-crater                         | Descoperit: jud. Bacău, com. Târgu Ocna, Podei Material: lut; modelare cu mâna; ardere | Vas în formă de crater, de tip Cucuteni C. Confecționat din pastă grosieră cu amestec de calcar pisat și șamotă, de culoare roșietică. Este decorat pe buză cu crestături oblice. Pe umăr prezintă patru bucranii cu coarnele îndreptate în sus spre marginea vasului. | Complexul Muzeal „Iulian Antonescu”, Bacău | Cimec    |
|      | Altar miniatural                   | Descoperit: jud. Bacău, com. Oncești, Oncești, La Țintirim Dimensiuni: Dperforație: 58 mm Material: lut; modelare cu mâna; ardere                                                             | Altăraș modelat din pastă fină, de culoare brun-cărămizie. Are formă de masă aproximativ pătrată, cu o perforație cilindrică amplasată central. | Complexul Muzeal „Iulian Antonescu”, Bacău | Cimec    |
|      | Capac                              | Descoperit: jud. Bacău, com. Pâncești, Fulgeriș, Dealul Fulgeriș/ La 3 cireși Dimensiuni: Dbuton: 63 mm; Dperforație: 9 mm Material: lut; modelare cu mâna; ardere                            | Capac în formă de clopot, realizat din pastă fină, însă are în compoziție diverse impurități (pleavă, nisip, ceramică pisată), rezultând pe suprafața vasului diverse perforații de foarte mici dimensiuni. Butonul capacului e perforat în zona centrală, buza evazată. Decorul a fost realizat prin scufundarea vasului în culoare roșie închis, spiralele fiind pictate cu alb și conturate cu negru. Butonul este pictat cu motive liniare. O linie albă, bordată cu negru, separă decorul capacului de cel al butonului. Motivul de pe capacul propriu-zis este realizat din spirale înfășurate, pictate cu alb, bordate cu negru, pe fond roșu. Decorul buzei este deosebit de celelalte două registre (buton și corp) prin faptul că e realizată o tablă de șah. Și acesta e demarcat de corpul capacului cu o linie albă, bordată cu negru. Capacul se păstrează în stare fragmentară, lipsind o parte mai mare dinspre buză. În partea inferioară, deasupra buzei, există o mică proeminență, neperforată. Simetric, în partea opusă, ar fi putut să mai existe o astfel de proeminență, însă partea aceea a vasului lipsește. | Complexul Muzeal „Iulian Antonescu”, Bacău | Cimec    |
|      | Statuetă antropomorfă              | Descoperit: jud. Bacău, com. Pâncești, Fulgeriș, Dealul Fulgeriș/ La 3 cireși Material: lut; modelare cu mâna; ardere                                                                         | Statuetă feminină modelată din pastă fină, de culoare cărămiziu deschis. E decorată cu incizii fine pe întreaga suprafață, mai puțin partea inferioară a picioarelor, care sunt lipite, delimitate printr-o linie incizată mai adânc. | Complexul Muzeal „Iulian Antonescu”, Bacău | Cimec    |
|      | Statuetă antropomorfă              | Descoperit: jud. Bacău, com. Pâncești, Fulgeriș, Dealul Fulgeriș/ La 3 cireși Material: lut; modelare cu mâna; ardere                                                                         | Statuetă feminină fragmentară, se păstrează o jumătate din piesă spartă pe verticală. E modelată din pastă fină, arsă oxidant, miezul fiind cenușiu închis. Este decorată cu incizii adânci, după care a fost pictată cu roșu. Pe spate, partea superioară nu a fost incizată, ci pictată cu linii oblice de culoare roșu închis. Prezintă o perforație mică în diametru, amplasată în dreptul umărului. | Complexul Muzeal „Iulian Antonescu”, Bacău | Cimec    |
|      | Creuzet                            | Datare: Sec. VI-VIII Descoperit: jud. Neamț, com. Bahna, Izvoare Material: lut; ardere | Creuzet pentru topit metale, lucrat din pastă de culoare cărămizie, formă ovală. | Complexul Muzeal „Iulian Antonescu”, Bacău | Cimec    |
|      | Vas de cult                        | Descoperit: jud. Bacău, com. Mărgineni, Trebeș, Cetățuie Material: lut; ardere | Vas de cult de formă patrulateră, modelat din pastă fină. Prezintă două urechiușe perforate. Decorat tricrom cu motive spiralice. | Complexul Muzeal „Iulian Antonescu”, Bacău | Cimec    |
|      | Cupă                               | Descoperit: jud. Bacău, com. Mărgineni, Trebeș, Cetățuie Material: lut; ardere | Cupă realizată din pastă fină de culoare cărămizie. Are formă sferică, cu buza ușor evazată spre exterior. Pe umăr se află o tortiță perforată orizontal. Decor tricrom, geometric. | Complexul Muzeal „Iulian Antonescu”, Bacău | Cimec    |
|      | Pahar                              | Descoperit: jud. Bacău, com. Poduri, Poduri, Dealul Ghindaru Material: lut; ardere | Pahar bitronconic cu buza ușor evazată, realizat din pastă fină. Pictat cu alb, cu motive unghiulare pe fondul brun al vasului. | Complexul Muzeal „Iulian Antonescu”, Bacău | Cimec    |
|      | Cupă                               | Datare: Sec. I a.Chr. Descoperit: jud. Bacău, com. Horgești, Răcătău de Jos, Cetățuie Material: lut; ardere                                                                                   | Cupă realizată din pastă fină, de culoare cărămizie, lucrată la roată. Are două torți, e pictată cu roșu. | Complexul Muzeal „Iulian Antonescu”, Bacău | Cimec    |
|      | Capac                              | Descoperit: jud. Bacău, com. Mărgineni, Trebeș, Cetățuie Material: lut; ardere | Capac cu buza ușor evazată și buton, realizat din pastă fină. Pe buton e decorat cu o cruce pictată cu alb. O bandă albă pe bord și două șiruri de puncte albe. | Complexul Muzeal „Iulian Antonescu”, Bacău | Cimec    |
|      | Cupă                               | Datare: Sec. I a.Chr. Descoperit: jud. Bacău, com. Horgești, Răcătău de Jos, Cetățuie Material: lut; ardere                                                                                   | Cupă de import, lucrată din pastă fină, de culoare cărămizie, la roată. Are două torți. | Complexul Muzeal „Iulian Antonescu”, Bacău | Cimec    |
|      | Vas zoomorf                        | Descoperit: jud. Bacău, com. Mărgineni, Trebeș, Cetățuie Material: lut; ardere | Vas zoomorf realizat din pastă fină. Reprezintă o pasăre de apă, protomă spartă din vechime. Decorat cu roșu mărginit de negru, pe fond alb. | Complexul Muzeal „Iulian Antonescu”, Bacău | Cimec    |
|      | Pahar                              | Descoperit: jud. Bacău, com. Mărgineni, Cetățuie Material: lut; ardere | Pahar cu picior, din lut ars, lucrat cu mâna. Decorat tricrom cu spirale continue. | Complexul Muzeal „Iulian Antonescu”, Bacău | Cimec    |
|      | Figurină                           | Descoperit: jud. Bacău, com. Poduri, Rusăiești, Dealul Ghindaru Material: lut; ardere | Figurină zoomorfă realizată din pastă fină. Reprezintă un căprior, pe corp incizii. Unicat. | Complexul Muzeal „Iulian Antonescu”, Bacău | Cimec    |
|      | Pintaderă                          | Descoperit: jud. Bacău, com. Mărgineni, Trebeș, Cetățuie Material: lut; ardere | Pintaderă modelată din pastă fină, de culoare gălbuie. De formă circulară, cu mânerul perforat. Decor spiralic. | Complexul Muzeal „Iulian Antonescu”, Bacău | Cimec    |
|      | Vas bitronconic                    | Descoperit: jud. Bacău, com. Corbasca, Corbasca Material: lut; ardere | Vas bitronconic realizat din pastă fină, lucrat cu mâna, de culoare cărămiziu deschis. Decor spiralic cruțat din pastă, prin aplicarea culorii negre. | Complexul Muzeal „Iulian Antonescu”, Bacău | Cimec    |

## Fond
| Foto | Informații generale   | Detalii tehnice | Descriere | Deținător                                  | Legături |
| ---- | --------------------- | --- | --- | ------------------------------------------ | -------- |
|      | Greutate              | Datare: cca. 3700 - 3500 Cal BC Descoperit: jud. BACĂU, or. Târgu Ocna, "Podei" Material: lut cu degresanți, modelare cu mâna, ardere reducătoare                                   | Greutate de lut, modelată cu mâna, de formă relativ dreptunghiulară, cu baza plată și orificiul de suspensie plasat în zona proximală. | Muzeul Municipal de Istorie, Onești        | Cimec    |
|      | Greutate              | Datare: cca. 3700 - 3500 Cal BC Descoperit: jud. BACĂU, or. Târgu Ocna, "Podei" Material: lut cu degresanți, modelare cu mâna, ardere reducătoare                                   | Greutate de lut, modelată cu mâna, având formă relativ conică, cu baza plată și orificiul de suspensie plasat în zona proximală. | Muzeul Municipal de Istorie, Onești        | Cimec    |
|      | Greutate              | Datare: cca. 3700 - 3500 Cal BC Descoperit: jud. BACĂU, or. Târgu Ocna, "Podei" Material: lut cu degresanți, modelare cu mâna, ardere reducătoare                                   | Greutate de lut, modelată cu mâna, având formă oarecum conică, cu baza plată și orificiul pentru suspensie plasat în zona proximală, cu urme de utilizare făcute de către firele de urzeală. | Muzeul Municipal de Istorie, Onești        | Cimec    |
|      | Greutate              | Datare: cca. 3700 - 3500 Cal BC Descoperit: jud. BACĂU, or. Târgu Ocna, "Podei" Material: lut cu degresanți, modelare cu mâna, ardere reducătoare                                   | Greutate de lut, modelată cu mâna, formă oarecum circulară, orificiul pentru suspensie plasat central prezintă urme de utilizare provocate de către firele de urzeală. | Muzeul Municipal de Istorie, Onești        | Cimec    |
|      | Sapă                  | Datare: cca. 4500 - 4350 Cal BC Descoperit: jud. BACĂU, com. GURA VĂII, GURA VĂII, "Siliște" Material: corn de cerb, debitaj, percuție, șlefuire                                    | Piesă realizată din corn de cerb, având lungimea actuală de 22,0 cm. Este o săpăligă masivă, perforată în partea centrală. Orificiul pentru fixare în mâner are diametrul de 3,5 cm. Lama săpăligii, dreptunghiulară, avea partea proximală în forma tăișului de teslă, cea distală fiind prevăzută cu trei dinți, doi dintre ei având partea activă la fel ca cea a părții proximale, la cel de-al treilea aceasta fiind șlefuită datorită utilizării îndelungate. | Muzeul Municipal de Istorie, Onești        | Cimec    |
|      | Amforă                | Datare: sec. IV - III a. Chr. Descoperit: jud. BACĂU, com. PODU TURCULUI, CĂBEȘTI, "Cociuba - Dămăcușa" Material: lut cu nisip, modelare la roată, ardere oxidantă                  | Amforă de Thasos, modelată din pastă cu nisip fin în compoziție. A căpătat, în urma arderii, culoare roșie-cărămizie. Corpul tronconic, cu umerii rotunjiți, se termină printr-un picioruș scurt, slab evidențiat, cu o mică cavitate în talpă. Gâtul este înalt și subțire, gura având buza rotunjită la exterior, delimitată de o incizie circulară. Toartele, ovale în secțiune sunt fixate, în partea superioară sub buză, iar în cea inferioară pe marginea umerilor. | Muzeul Municipal de Istorie, Onești        | Cimec    |
|      | Vas                   | Datare: sec. V - VII p. Chr Descoperit: jud. BACĂU, com. ȘTEFAN CEL MARE, GUTINAȘ, "La Siliște" Material: lut cu degresanți, modelare cu mâna, ardere reducătoare                   | Vas borcan, modelat cu mâna, buză răsfrântă la exterior, cu marginea rotunjită, gât scund, cilindric, corp tronconic, baza plată. | Muzeul Municipal de Istorie, Onești        | Cimec    |
|      | Celt                  | Descoperit: jud. BACĂU, mun. Onești Dimensiuni: LA tăiș = 53 mm Material: bronz, turnare în tipar bivalv, șlefuire                                                                  | Celt de tip transilvănean, turnat în format bivalv, de formă zveltă, cu fețele înguste având marginile ridicate. Orificiul pentru fixarea cozii, oval în secțiune, are marginea dreaptă și profilată, cu o mică știrbitură. Este prevăzut cu o urechiușă trasă direct din buză și îndoită la mijloc. Corpul drept se lățește ușor către tăișul arcuit, cu evidente urme de întrebuințare. Sub bordura orificiului pentru fixarea cozii, decorul constă dintr-o nervură orizontală, din care pornesc alte trei nervuri dispuse sub formă de V.                                                | Muzeul Municipal de Istorie, Onești        | Cimec    |
|      | Greutate              | Datare: cca. 3700 - 3500 Cal BC Descoperit: jud. BACĂU, or. Târgu Ocna, "Podei" Material: lut cu degresanți, modelare cu mâna, ardere reducătoare                                   | Greutate de lut, modelată cu mâna, având formă relativ conică, cu baza convexă și orificiul de suspensie plasat în zona proximală. | Muzeul Municipal de Istorie, Onești        | Cimec    |
|      | Greutate              | Datare: cca. 3700 - 3500 Cal BC Descoperit: jud. BACĂU, or. Târgu Ocna, "Podei" Material: lut cu degresanți, modelare cu mâna, ardere reducătoare                                   | Greutate de lut, modelată cu mâna, având formă relativ conică, cu baza convexă și orificiul de suspensie plasat în zona proximală. | Muzeul Municipal de Istorie, Onești        | Cimec    |
|      | Greutate              | Datare: cca. 3700 - 3500 Cal BC Descoperit: jud. BACĂU, or. Târgu Ocna, "Podei" Material: lut cu degresanți, modelare cu mâna, ardere reducătoare                                   | Greutate de lut, modelată cu mâna, formă oarecum circulară, orificiul pentru suspensie plasat central. | Muzeul Municipal de Istorie, Onești        | Cimec    |
|      | Vas                   | Datare: cca. 3700 - 3500 Cal BC Descoperit: jud. BACĂU, com. GURA VĂII, GURA VĂII, "Siliște" Material: lut cu degresanți, modelare cu mâna, ardere reducătoare                      | Vas de provizii, asimetric datorită arderii secundare, având corp tronconic, gât scurt, cilindric, buza evazată cu marginea rotunjită, baza plată. Deasupra diametrului maxim prezintă un prag circular. Pe corp decor din barbotină neorganizată. În zona diametrului maxim și către bază este prevăzut cu câte patru proeminențe-apucători. | Muzeul Municipal de Istorie, Onești        | Cimec    |
|      | Vas                   | Datare: sec. V - VII p. Chr. Descoperit: jud. BACĂU, com. ȘTEFAN CEL MARE, GUTINAȘ, 800 m N de localitate Material: lut cu degresanți, modelare cu mâna, ardere reducătoare         | Vas borcan, modelat cu mâna, având gura largă, buza dreaptă, cu marginea tăiată orizontal, gât scund, cilindric, corp tronconic, baza plată. | Muzeul Municipal de Istorie, Onești        | Cimec    |
|      | Celt                  | Descoperit: jud. BACĂU, com. Borzești, mun. Onești, "Prundiș" Dimensiuni: LA tăiș = 49 mm; LA orificiu pt. fixarea cozii = 51 mm Material: bronz, turnare în tipar bivalv, șlefuire | Cel de tip transilvănean, turnat în tipar bivalv, fără urechiușă, datorită unui viciu de turnare. Are corpul zvelt, buza fiind dreaptă, ușor rotunjită la colțuri, cu marginea trasă în afară. Orificiul pentru fixarea cozii, de formă ovală, are profilul vertical și interior tronconic. Corpul este aproape dreptunghiular, tăișul, foarte puțin lățit prezentând urme de utilizare. Pe fețele laterale decorul constă din două triunghiuri având una dintre laturile lungi prelungită până aproape de tăiș. Corpul piesei este acoperit în întregime cu patină de culoare verde închis. | Muzeul Municipal de Istorie, Onești        | Cimec    |
|      | Amforă                | Datare: sec. IV - III a. Chr. Descoperit: jud. BACĂU, com. PODU TURCULUI, Căbești, "Cociuba - Dămăcușa" Material: lut cu nisip, modelare la roată, ardere oxidantă                  | Amforă de Heracleea Pontică, având buza rotunjită la exterior, gâtul scund, cilindric, pe care s-a aplicat, la 15 mm sub buză, un "guler". Toartele, ovale în secțiune, prevăzute cu șănțuire longitudinală, sunt prinse, în partea superioară sub buză, iar în cea inferioară, la mijlocul umerilor. Corpul tronconic, din care lipsește partea inferioară, se termina, probabil, cu un picioruș înalt, cu cavitate conică în talpă. | Muzeul Municipal de Istorie, Onești        | Cimec    |
|      | Greutate              | Datare: cca. 3700 - 3500 Cal BC Descoperit: jud. BACĂU, or. Târgu Ocna, "Podei" Material: lut cu degresanți, modelare cu mâna, ardere reducătoare                                   | Greutate de lut, modelată cu mâna, de formă relativ dreptunghiulară, cu baza convexă și orificiul pentru suspensie plasat în zona proximală. | Muzeul Municipal de Istorie, Onești        | Cimec    |
|      | Greutate              | Datare: cca. 3700 - 3500 Cal BC Descoperit: jud. BACĂU, or. Târgu Ocna, "Podei" Material: lut cu degresanți, modelare cu mâna, ardere reducătoare                                   | Greutate de lut, modelată cu mâna, având formă oarecum dreptunghiulară, cu baza plată și orificiul pentru suspensie plasat în zona proximală, cu evidente urme făcute de către firele de urzeală. | Muzeul Municipal de Istorie, Onești        | Cimec    |
|      | Greutate              | Datare: cca. 3700 - 3500 Cal BC Descoperit: jud. BACĂU, or. Târgu Ocna, "Podei" Material: lut cu degresanți, modelare cu mâna, ardere reducătoare                                   | Greutate de lut, modelată cu mâna, având formă oarecum conică, cu orificiul pentru suspensie plasat în zona proximală. | Muzeul Municipal de Istorie, Onești        | Cimec    |
|      | Greutate              | Datare: cca. 3700 - 3500 Cal BC Descoperit: jud. BACĂU, or. Târgu Ocna, "Podei" Material: lut cu degresanți, modelare cu mâna, ardere reducătoare                                   | Greutate de lut, modelată cu mâna, formă oarecum circulară, orificiul pentru suspensie plasat central. | Muzeul Municipal de Istorie, Onești        | Cimec    |
|      | Brăzdar               | Descoperit: jud. BACĂU, com. BOGDĂNEȘTI, BOGDĂNEȘTI, "Todoscanu" Dimensiuni: D orificiu prindere = 23 mm Material: corn de cerb, debitaj, percuție, perforare                       | Piesă fragmentară lucrată dintr-o bază de corn pe pedicul. Orificiul pentru fixare în grindei, cu diametrul de 25 mm, a fost realizat la nivelul R1-R2, îndepărtate prin cioplire. Pe suprafața piesei se păstrează elementele caracteristice cornului de cerb. | Muzeul Municipal de Istorie, Onești        | Cimec    |
|      | Vas                   | Datare: sec. V - VII p. Chr. Descoperit: jud. BACĂU, com. ȘTEFAN CEL MARE, GUTINAȘ, "La Siliște" Material: lut cu degresanți, modelare la roată, ardere reducătoare                 | Vas borcan, modelat la roată, având gura largă, buza răsfrântă la exterior, cu marginea rotunjită, gât scund, cilindric, corp tronconic, bază plată. Pe corp, decorul constă în striuri și caneluri. | Muzeul Municipal de Istorie, Onești        | Cimec    |
|      | Vas                   | Datare: sec. V - VII p. Chr. Descoperit: jud. BACĂU, com. ȘTEFAN CEL MARE, GUTINAȘ, "La Siliște" Material: lut cu degresanți, modelare la roată, ardere reducătoare                 | Vas borcan, modelat cu mâna, având corpul relativ zvelt, ușor alungit, gura largă, buza răsfrântă la exterior, cu marginea rotunjită, gât scund, cilindric, baza plată. | Muzeul Municipal de Istorie, Onești        | Cimec    |
|      | Vas - borcan          | Datare: sec. V - VII p. Chr. Descoperit: jud. BACĂU, com. ȘTEFAN CEL MARE, GUTINAȘ, "La Siliște" Material: lut cu degresanți, modelare la roată, ardere reducătoare                 | Vas borcan, modelat cu mâna, de dimensiuni mijlocii, gura largă, buza răsfrântă la exterior, cu marginea rotunjită, gât scund, cilindric, umerii bine conturați, baza plată, reliefată. Pe buză, decorul este format din crestături oblice. Sub buză, prin incizie în pasta crudă, a fost realizată o linie vălurită, din arcade semicirculare, cu buclele rotunjite în jos și capetele segmentelor de cercuri în sus, formând unghiuri ascuțite. Baza vasului a fost decorată cu alveole.                                                                                                   | Muzeul Municipal de Istorie, Onești        | Cimec    |
|      | Greutate              | Datare: cca. 3700 - 3500 Descoperit: jud. BACĂU, or. Târgu Ocna, "Podei" Material: lut cu degresanți, modelare la roată, ardere reducătoare                                         | Greutate de lut, modelată cu mâna, formă oarecum circulară, orificul pentru suspensie plasat central. | Muzeul Municipal de Istorie, Onești        | Cimec    |
|      | Vas                   | Datare: sec. V - VII p. Chr. Descoperit: jud. BACĂU, com. ȘTEFAN CEL MARE, GUTINAȘ, "La Siliște" Material: lut cu degresanți, modelare la roată, ardere reducătoare                 | Vas borcan, modelat la roată, având gura largă, buza răsfrântă la exterior, cu marginea rotunjită, gât scund, cilindric, corp tronconic, baza plată. Pe umeri, decorul constă în linii fin incizate. | Muzeul Municipal de Istorie, Onești        | Cimec    |
|      | Greutate              | Datare: cca. 3700 - 3500 Cal BC Descoperit: jud. BACĂU, or. Târgu Ocna, "Podei" Material: lut cu degresanți, modelare cu mâna, ardere reducătoare                                   | Greutate de lut, modelată cu mâna, având formă relativ dreptunghiulară, cu baza plată și orificiul pentru suspensie plasat în zona proximală. | Muzeul Municipal de Istorie, Onești        | Cimec    |
|      | Greutate              | Datare: cca. 3700 - 3500 Cal BC Descoperit: jud. BACĂU, or. Târgu Ocna, "Podei" Material: lut cu degresanți, modelare cu mâna, ardere reducătoare                                   | Greutate de lut, modelată cu mâna, de formă oarecum conică, cu baza plată și oficiul de suspensie plasat în zona proximală. | Muzeul Municipal de Istorie, Onești        | Cimec    |
|      | Greutate              | Datare: cca. 3700 - 3500 Cal BC Descoperit: jud. BACĂU, or. Târgu Ocna, "Podei" Material: lut cu degresanți, modelare cu mâna, ardere reducătoare                                   | Greutate de lut, modelată cu mâna, având formă oarecum conică, cu orificiul pentru suspensie plasat în zona proximală, cu evidente urme de utilizare făcute de către firele de urzeală. | Muzeul Municipal de Istorie, Onești        | Cimec    |
|      | Greutate              | Datare: cca. 3700 - 3500 Cal BC Descoperit: jud. BACĂU, or. Târgu Ocna, "Podei" Material: lut cu degresanți, modelare cu mâna, ardere reducătoare                                   | Greutate de lut, modelată cu mâna, având formă circulară, orificiul pentru suspensie fiind plasat central. | Muzeul Municipal de Istorie, Onești        | Cimec    |
|      | Topor                 | Descoperit: jud. Bacău, com. BOGDĂNEȘTI, BOGDĂNEȘTI, Tudoscanu Material: rocă; cioplire; finisare                                                                                   | Formă triunghiulară, ceafa rotunjită, început de perforare a orificiului pentru fixarea cozii. | Muzeul Municipal de Istorie, Onești        | Cimec    |
|      | Lustruitor            | Descoperit: jud. Bacău, com. BOGDĂNEȘTI, BOGDĂNEȘTI, Tudoscanu Material: pastă semigrosieră; degresanți;; modelare cu mâna; ardere oxidantă                                         | Are formă relativ conică, baza fiind circulară. | Muzeul Municipal de Istorie, Onești        | Cimec    |
|      | Cataramă              | Descoperit: jud. Bacău, com. BOGDĂNEȘTI, BOGDĂNEȘTI, Tudoscanu Material: os; tăiere; șlefuire                                                                                       | Aproximativ circulară, profil curb, secțiune dreptunghiulară, perforație centrală. | Muzeul Municipal de Istorie, Onești        | Cimec    |
|      | Strachină             | Descoperit: jud. Bacău, com. BOGDĂNEȘTI, BOGDĂNEȘTI, Tudoscanu Material: pastă semifină, cu ingrediente în compoziție; modelare cu mâna; ardere reducătoare                         | Miniaturală, corp tronconic, gura largă, buza lățită și evazată oblic. | Muzeul Municipal de Istorie, Onești        | Cimec    |
|      | Ladă                  | Descoperit: jud. Bacău, com. BOGDĂNEȘTI, BOGDĂNEȘTI, Tudoscanu Material: pastă semifină, cu ingrediente în compoziție; modelare cu mâna; ardere reducătoare                         | Miniaturală, formă rectangulară, pereții ușor înclinați către exterior. În cele două colțuri din față se află câte un inel îngroșat, neperforat, ce redau, probabil, locul în care era prinsă osia roții. | Muzeul Municipal de Istorie, Onești        | Cimec    |
|      | Pahar                 | Descoperit: jud. Bacău, com. GURA VĂII, PĂLTINATA, Siliște Material: pastă grosieră; modelare cu mâna; ardere reducătoare                                                           | Miniatural, corp tronconic, buza dreaptă, baza plată, reliefată. Decorat deasupra bazei cu două incizii circulare. | Muzeul Municipal de Istorie, Onești        | Cimec    |
|      | Ceașcă                | Descoperit: jud. Bacău, com. BOGDĂNEȘTI, BOGDĂNEȘTI, Tudoscanu Material: pastă semifină, cu ingrediente în compoziție; modelare cu mâna; ardere reducătoare                         | Gură largă, buza rotunjită, corp globular, baza marcată printr-o alveolare; este prevăzută cu două toarte din bandă lată, trase din buza vasului, supraînălțate, fiecare având pe maximum de arcuire câte un butoiaș cilindric. Delimitarea dintre umăr și corp este marcată de o bandă simplă în relief. | Muzeul Municipal de Istorie, Onești        | Cimec    |
|      | Ceașcă                | Descoperit: jud. Bacău, com. BOGDĂNEȘTI, BOGDĂNEȘTI, Tudoscanu Material: pastă semifină, cu ingrediente în compoziție; modelare cu mâna; ardere reducătoare                         | Gură largă, buza rotunjită, corp globular, baza marcată printr-o alveolare; este prevăzută cu două toarte din bandă lată, supraînălțate, trase din buza vasului și sprijinite pe umăr. | Muzeul Municipal de Istorie, Onești        | Cimec    |
|      | Amuletă               | Descoperit: jud. Bacău, com. BOGDĂNEȘTI, BOGDĂNEȘTI, Tudoscanu Material: pastă semifină, cu ingrediente în compoziție; modelare cu mâna; ardere reducătoare                         | Profil curb, secțiune ovală; orificiul pentru suspensie plasat central. | Muzeul Municipal de Istorie, Onești        | Cimec    |
|      | Ceașcă cu două toarte | Descoperit: jud. Bacău, com. BOGDĂNEȘTI, BOGDĂNEȘTI, Tudoscanu Material: pastă semigrosieră, gri-cenușie, cu degresanți în compoziție; modelare cu mâna; ardere reducătoare         | Gură largă, gât scund, corpul rotunjit, baza marcată printr-o ușoară alveolare dinspre exterior către interior. Este prevăzută cu două toarte supraînălțate, trase din buză. Pe zona de maximă arcuire a toartelor, care au marginile ridicate, lăsând la mijloc o șănțuire, este plasată o proeminență sub forma unui mic butonaș. Delimitarea dintre gât și corp este marcată printr-o incizie adâncă. | Muzeul Municipal de Istorie, Onești        | Cimec    |
|      | Dăltiță               | Descoperit: jud. Bacău, com. BOGDĂNEȘTI, BOGDĂNEȘTI, Tudoscanu Material: bronz; turnare în tipar; finisare                                                                          | Profil lenticular și mijlocul îngroșat; unul dintre capete este lățit, cel opus fiind ascuțit; a avut dublă întrebuințare. | Muzeul Municipal de Istorie, Onești        | Cimec    |
|      | Dăltiță               | Descoperit: jud. Bacău, com. BOGDĂNEȘTI, BOGDĂNEȘTI, Tudoscanu Material: bronz; turnare în tipar; finisare                                                                          | Formă dreptunghiulară, profil lenticular, tăișul drept. | Muzeul Municipal de Istorie, Onești        | Cimec    |
|      | Ac                    | Descoperit: jud. Bacău, com. BOGDĂNEȘTI, BOGDĂNEȘTI, Tudoscanu Material: bronz; turnare în tipar; finisare                                                                          | Formă alungită, profil curb, secțiune circulară, unul dintre capete ascuțit, celălat fiind ușor lățit și prevăzut cu ureche. | Muzeul Municipal de Istorie, Onești        | Cimec    |
|      | Inel                  | Descoperit: jud. Bacău, com. BOGDĂNEȘTI, BOGDĂNEȘTI, Tudoscanu Material: bronz; turnare în tipar; finisare                                                                          | Cu capetele petrecute și ușor subțiate, tipul A2 conform clasificării făcute de către Eugenia Zaharia. | Muzeul Municipal de Istorie, Onești        | Cimec    |
|      | Inel                  | Descoperit: jud. Bacău, com. BOGDĂNEȘTI, BOGDĂNEȘTI, Tudoscanu Material: bronz; turnare în tipar; finisare                                                                          | Cu capetele petrecute și ușor subțiate, patină nobilă; tipul A2 conform clasificării făcute de către Eugenia Zaharia. | Muzeul Municipal de Istorie, Onești        | Cimec    |
|      | Cuțit                 | Descoperit: jud. Bacău, com. BOGDĂNEȘTI, BOGDĂNEȘTI, Tudoscanu Material: rocă locală; cioplire; finisare                                                                            | Profil curb, secțiune ovală, latura interioară ascuțită sub formă de tăiș. | Muzeul Municipal de Istorie, Onești        | Cimec    |
|      | Topor                 | Descoperit: jud. Bacău, com. BOGDĂNEȘTI, BOGDĂNEȘTI, Tudoscanu Material: rocă locală; cioplire; finisare                                                                            | Topor cu ceafa cilindrică, umerii arcuiți, perforația pentru fixarea cozii fiind plasată aproximativ central. | Muzeul Municipal de Istorie, Onești        | Cimec    |
|      | Topor                 | Descoperit: jud. Bacău, TÂRGU OCNA, Tisești Material: rocă locală; cioplire; perforare; finisare                                                                                    | Topor cu ceafa cilindrică, umerii arcuiți, tăiș semicircular, perforația pentru fixarea cozii fiind plasată aproximativ central. | Muzeul Municipal de Istorie, Onești        | Cimec    |
|      | Topor                 | Descoperit: jud. Bacău, ONEȘTI, Malu - Varnița Material: rocă locală; cioplire; perforare; finisare                                                                                 | Topor cu ceafa cilindrică, umerii arcuiți, tăiș semicircular, perforația pentru fixarea cozii plasată mai aproape de ceafă. | Muzeul Municipal de Istorie, Onești        | Cimec    |
|      | Borcan                | Descoperit: jud. Bacău, com. BOGDĂNEȘTI, BOGDĂNEȘTI, Tudoscanu Material: pastă semigrosieră; modelată cu mâna                                                                       | Corp tronconic, buza lățită orizontal, baza plată; la partea superioară este prevăzut cu o toartă tubulară, perforată orizontal. Pe buză, decorul constă din crestături, pe umăr din trei brâuri crestate, iar spațiul dintre buză și brâuri este ocupat de un șir orizontal de pastile. | Muzeul Municipal de Istorie, Onești        | Cimec    |
|      | Cuțit                 | Descoperit: jud. Bacău, com. BOGDĂNEȘTI, BOGDĂNEȘTI, Tudoscanu Material: rocă locală; cioplire; finisare                                                                            | Profil curb, secțiune ovală, latura interioară ascuțită sub formă de tăiș. | Muzeul Municipal de Istorie, Onești        | Cimec    |
|      | Ceașcă cu două toarte | Descoperit: jud. Bacău, com. PODU TURCULUI, CĂBEȘTI, Milești Material: pastă semigrosieră de culoare cărămizie, cu impurități în compoziție; modelată cu mâna; ardere oxidantă      | Gura largă, arcuită, buza dreaptă, gât scund, corp globular și baza rotunjită, prevăzută cu toarte din bandă lată cu șa, trase din buza vasului și supraînălțate. Pe gât decor din incizii dispuse circular. | Muzeul Municipal de Istorie, Onești        | Cimec    |
|      | Vas                   | Descoperit: jud. Bacău, com. GURA VĂII, PĂTRĂȘCANI, Siliște Material: pastă grosieră de culoare brun-gălbuie; modelată cu mâna; ardere reducătoare                                  | Buza răsfrântă la exterior, gât scund, cilindric, corp tronconic, baza dreaptă. Buza este decorată cu alveole, pe umăr fiind dispus un brâu în relief cu mici crestături. | Muzeul Municipal de Istorie, Onești        | Cimec    |
|      | Pixidă                | Descoperit: jud. Bacău, com. PODU TURCULUI, CĂBEȘTI, Milești Material: pastă semigrosieră de culoare cenușie, cu impurități în compoziție; modelată cu mâna; ardere oxidantă        | Gura piesei este largă, gâtul scund, profilul aproape drept, baza circulară. Este prevăzut cu două apucători de formă triunghiulară, perforate vertical. Pe corp decorul constă din caneluri dispuse vertical. | Muzeul Municipal de Istorie, Onești        | Cimec    |
|      | Ceașcă cu două toarte | Descoperit: jud. Bacău, com. GURA VĂII, PĂTRĂȘCANI, Siliște Material: pastă fină de culoare neagră; modelată cu mâna; ardere reducătoare                                            | Buza rotunjită la exterior, gât scund, corp globular, baza alveolată; are două toarte supraînălțate, trase din buza vasului. Delimitarea dintre corp și umăr este făcută prin intermediul a două incizii circulare, fine. | Muzeul Municipal de Istorie, Onești        | Cimec    |
|      | Vas bitronconic       | Descoperit: jud. Bacău, com. PODU TURCULUI, CĂBEȘTI, Milești Material: pastă semigrosieră de culoare cărămizie, cu impurități în compoziție; modelată cu mâna; ardere oxidantă      | Are gura largă, buza dreaptă, gât scund, profil alungit, baza plată, fiind prevăzut cu două toarte din bandă lată, ovală în secțiune, dispuse la 3,5 cm sub buză. Pe corp decor din incizii fine, dispuse circular. | Muzeul Municipal de Istorie, Onești        | Cimec    |
|      | Lamă                  | Descoperit: jud. Bacău, com. Filipești, Cârligi, Budăile Blanarului/ Munteni Catarigi Material: piatră; cioplire                                                                    | Lamă confecționată din silex, de culoare ciocolatie; prezintă spre vârf o curbură puternică. | Complexul Muzeal „Iulian Antonescu”, Bacău | Cimec    |
|      | Lamă                  | Descoperit: jud. Bacău, com. Filipești, Cârligi, Budăile Blanarului/ Munteni Catarigi Material: piatră; cioplire                                                                    | Lamă confecționată din silex, de culoare ciocolatie; prezintă o curbură medie. | Complexul Muzeal „Iulian Antonescu”, Bacău | Cimec    |
|      | Lamă                  | Descoperit: jud. Bacău, com. Filipești, Cârligi, Budăile Blanarului/ Munteni Catarigi Material: piatră; cioplire                                                                    | Lamă confecționată din silex, de culoare ciocolatie; prezintă o curbură puternică. | Complexul Muzeal „Iulian Antonescu”, Bacău | Cimec    |
|      | Topor-calapod         | Descoperit: jud. Bacău, com. Pâncești, Fulgeriș, Dealul Fulgeriș/ La 3 cireși Dimensiuni: l muchie: 45 mm; l tăiș: 69 mm Material: piatră; șlefuire                                 | Topor confecționat din marnă, de formă ușor trapezoidală. Tăișul este curbat, cu urme de întrebuințare, folosit probabil ca săpăligă. | Complexul Muzeal „Iulian Antonescu”, Bacău | Cimec    |
|      | Cupă cu picior        | Descoperit: jud. Bacău, com. Pâncești, Fulgeriș, Dealul Fulgeriș/ La 3 cireși Material: lut; modelare cu mâna; ardere; pictare                                                      | Cupă cu picior, modelată din pastă fină; pictată tricrom cu motive unghiulare și spiralice. | Complexul Muzeal „Iulian Antonescu”, Bacău | Cimec    |
|      | Amforetă              | Descoperit: jud. Bacău, com. Pâncești, Fulgeriș, Dealul Fulgeriș/ La 3 cireși Material: lut; modelare cu mâna; ardere; pictare                                                      | Amforetă cu picior scund și bază concavă. Prezintă două mici proeminențe tip urechiușă cu perforație verticală. Confecționată din pastă fină; pictată tricrom cu motive spiralice. | Complexul Muzeal „Iulian Antonescu”, Bacău | Cimec    |
|      | Statuetă antropomorfă | Descoperit: jud. Bacău, com. Pâncești, Fulgeriș, Dealul Fulgeriș/ La 3 cireși Material: lut; modelare cu mâna; ardere                                                               | Statuetă feminină, modelată în poziție șezând, din pastă fină, de culoare brun închis. Picioarele sunt unite, delimitate printr-o linie adânc incizată, atât pe partea din față, cât și pe spate. Prezintă aplicată o pastiluță din lut care simbolizează buricul, sub care este amplasată o linie incizată care delimitează corpul de picioare. | Complexul Muzeal „Iulian Antonescu”, Bacău | Cimec    |
|      | Pandantiv             | Descoperit: jud. Bacău, com. Pâncești, Fulgeriș, Dealul Fulgeriș/ La 3 cireși Material: os; șlefuire; perforare                                                                     | Pandantiv din colț de mistreț, cu o perforație circulară amplasată în partea superioară, spre stânga. Baza piesei prezintă un vârf ascuțit, realizat intenționat prin șlefuire. | Complexul Muzeal „Iulian Antonescu”, Bacău | Cimec    |
|      | Vas                   | Descoperit: jud. Bacău, com. Pâncești, Fulgeriș, Dealul Fulgeriș/ La 3 cireși Material: lut; modelare cu mâna; ardere                                                               | Vas miniatural lucrat din pastă fină, de culoare cărămiziu deschis. Buza e dreaptă, corpul ușor bombat și fundul drept. | Complexul Muzeal „Iulian Antonescu”, Bacău | Cimec    |
|      | Vas                   | Descoperit: jud. Bacău, com. Pâncești, Fulgeriș, Dealul Fulgeriș/ La 3 cireși Material: lut; modelare cu mâna; ardere                                                               | Vas miniatural lucrat din pastă fină, de culoare cărămiziu deschis. Are buza ușor evazată și fundul circular. Prezintă un buton neperforat, realizat prin ciupirea lutului din pasta vasului. | Complexul Muzeal „Iulian Antonescu”, Bacău | Cimec    |